# Obytný a obchodní dům Schön

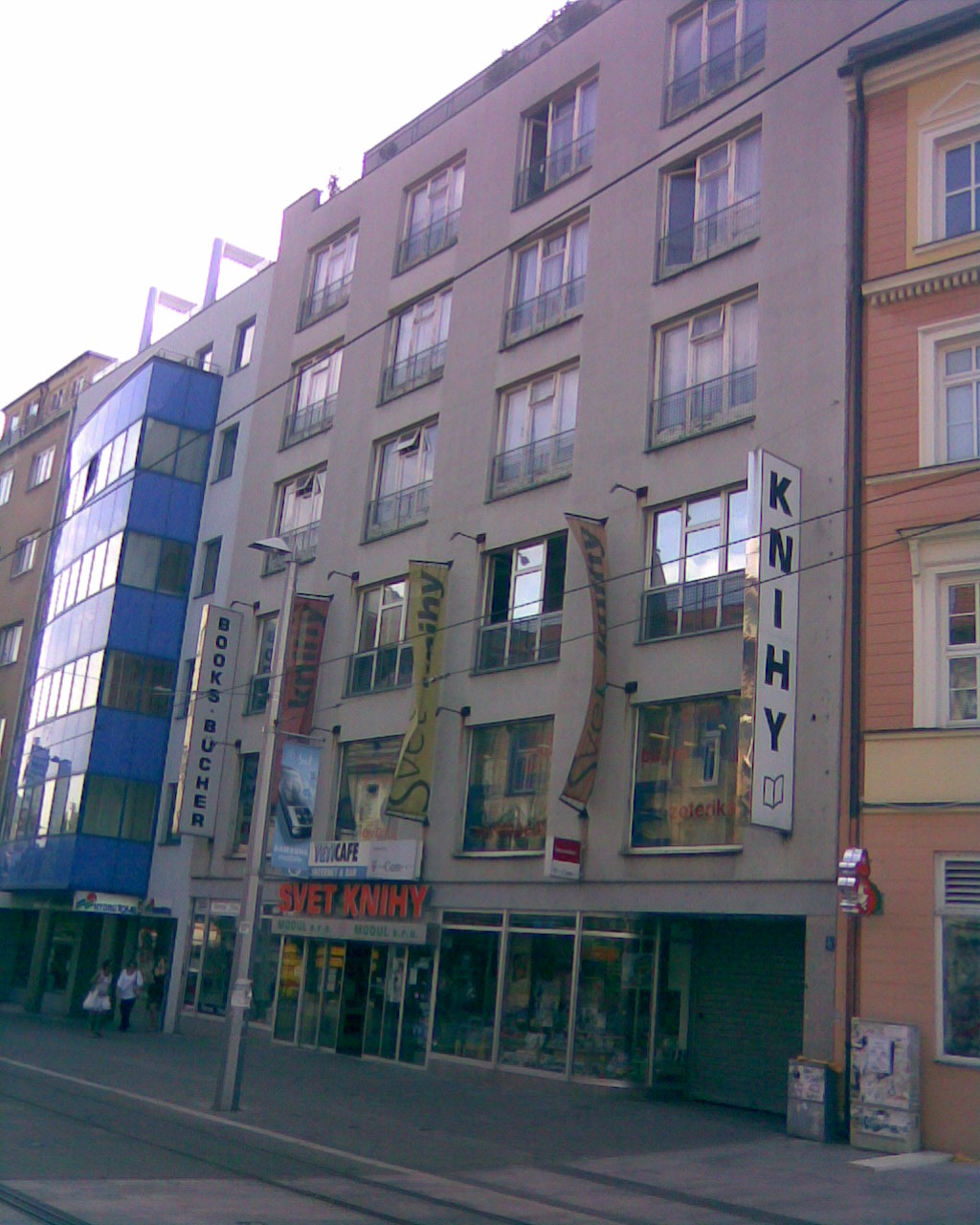
Obytný a obchodní dům Schön

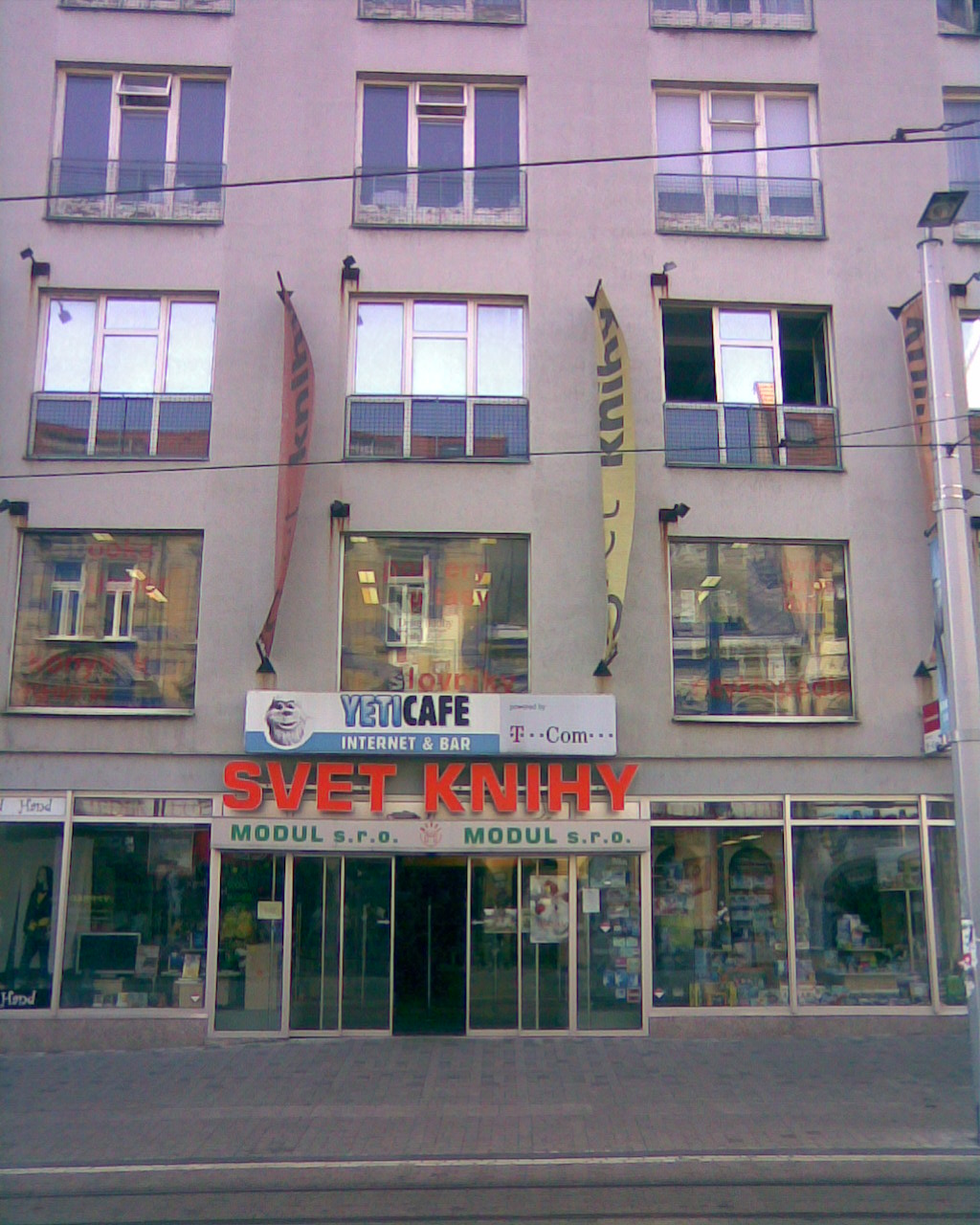
Obytný a obchodní dům Schön

Obytný a obchodní dům Schön (1934) je stavba v Bratislavě.
- Bratislava, Obchodní 4
- Fridrich Weinwurm (1885–1942), Ignác Vécsei (1883–1944)

Je nejvznešenější pocit mít možnost tvořit pro dnešního osvíceného člověka. Takové vědomí dává sílu pro nové ideje a sílu tvůrčím výbojem (Fridrich Weinwurm). Těmito větami se řídil Fridrich Weinwurm při své tvorbě. Když v roce 1924 začala jeho spolupráce s Ignácem Vecséiom, vznikla architektonická dvojice, která výrazně ovlivnila vývoj architektury na Slovensku. Jako klíčové osobnosti slovenského purismu vytvořili mnoho staveb ovlivňujících i pozdější architekturu. Jejich společnou tvorbu ukončila 2. světová válka. Ignác Vécsei zemřel v koncentračním táboře a Fridrich Weinwurm byl údajně zastřelen maďarskými fašisty při pokusu o překročení státní hranice.
V roce 1934 navrhli budovu obchodního a obytného domu pro firmu Siegfried & Max Schön. Postavili ho na místě dvou původních domů v nízké dvoupatrové staré zástavbě Obchodní ulice jako 6patrový objekt. První a druhé nadzemní podlaží plnilo funkci obchodního domu, třetí podlaží bylo určeno k pronájmu kancelářských prostor. Ostatní podlaží tvořily dvoupokojové a třípokojové byty. Zajímavostí je, že tyto prostory plnily jen dočasně obytnou funkci. Tyto bytové jednotky měly v budoucnu postoupit prostory rozšiřujícímu se obchodnímu domu.
Při řešení daného projektu se architekti museli potýkat s jistými konstrukčními problémy. Netradiční rozměry parcely i specifické požadavky plynoucí z funkce spodního podlaží (prodejní prostory), autoři vyřešili vytvořením železobetonového skeletu, jehož zvláštností byl rozpon se šířkou 14 metrů, což bylo pro soudobou architekturu nepříznačné. Standardní rozpon v té době byl značně menší. Zhotovení dané konstrukce umožnilo vytvořit atraktivní obchodní prostor. První patro je řešeno jako elipsovitá galerie, která přispívá k přehledu a optickému kontaktu. Významná je i její zásluha při celkovém osvětlení přízemí.
Na plánovanou jednotnou funkci domu navazuje i puristické průčelí. Průčelí je v rovině, pouze poslední podlaží je uskočeno – pragmatická reakce na místní stavební regulativ. Formou budovy tak navázali na tehdy již existující Dům oděvů nacházející se o dvě parcely dál. Bílá fasáda je doplněna pravidelně rozloženými širokými francouzskými okny se zábradlím z drátěného pletiva. (Typické pro Weinwurmovy stavby.) Tato hladká plocha fasády s pravidelným rytmem oken odráží rovnocennou prostorovou potenci všech podlaží. Jediným módním prvkem fasády je úzký pás tmavého opaxitového skla, které odděluje parter od ostatní plochy průčelí.
Ke konci dvacátého století stále častěji docházelo k obnově starých staveb, vytvořeným hlavně z meziválečném období. Některá díla bylo možné obnovit snadněji – jen okrajově se změnily jisté sekundární dispoziční spojení. Na druhé straně složitější objekty se obvykle adaptovaly s většími zásahy do jejich původního rázu. V letech 1993–1994 podle projektu J. bahna, I. palce, F. Starého a Ľ. Závodního objekt zrekonstruovali. Do elipsovité galerie bylo přidáno další schodiště a zasklený výtah. Fasáda zůstala nezměněna.
Průkopníci nové architektury na Slovensku začátkem 20. století, Fridrich Weinwurm a Ignác Vécsei, se významně podíleli i na její pozdějším vývoji. Patřili k nejvýznamnějším představitelům purismu na Slovensku. Vycházeli z účelové podstaty stavby. Usilovali o puristický výraz její vnitřní podstaty. Tvar cítili krychlový a vyhýbali se samoúčelným estetickým spekulacím. Tyto zásady ovlivňovaly celou jejich tvorbu. Většina jejich staveb přetrvává dodnes, i když ne všechny si zachovaly obdivuhodnou formu, kterou tito dva architekti navrhli.

## Díla
- Vila T, Bratislava, Nad Dunajem 36, 1928-1929
- Unitas, Bratislava, Šancová 21-67, 1931-1932
- Obytný soubor Nová Doba, Bratislava, Vajnorská 50-96, 1932-1942
- Vila O. Pfeffer, Bratislava, Novosvetská 8, 1935-1936